# بخش اسکیئوتو (شهرستان پایک، اوهایو)
بخش اسکیئوتو (به انگلیسی: Scioto Township) یک منطقهٔ مسکونی در ایالات متحده آمریکا است که در شهرستان پایک، اوهایو واقع شده‌است.
 بخش اسکیئوتو ۶۴٫۶ کیلومتر مربع مساحت و ۱٬۲۳۲ نفر جمعیت دارد و ۲۱۱ متر بالاتر از سطح دریا واقع شده‌است.